# 傅明光
傅明光（1940年—）生於新竹縣竹東鎮，1953年畢業於新竹縣竹東鎮中山國小，16歲當建屋學徒，傅明光師承林树坤，屬彭阿海一派，21歲結婚，當兵2年退伍後，開始興建伙房屋與廟宇，專長傳統建築土水工程，屋脊山牆之彩繪、泥塑及剪黏。傅明光堅持遵循傳統建築修繕技術，瓦作不鋪設防水毯，同時考量整體排水和通風。於2016年經中華民國文化部認定為重要文化資產保存技術「土水修造技術」保存者。2022年獲得客家事務專業獎章一等獎章